# Henri Saint Cyr
Henri Saint Cyr (Stockholm, 15 maart 1902 - Kristianstad, 27 juli 1979) was een Zweeds ruiter, die gespecialiseerd was in dressuur. Hij nam vijfmaal deel aan de Olympische Spelen en won daarbij vier gouden medailles.
Met het Zweedse dressuurteam won Saint Cyr tijdens de Olympische Zomerspelen 1948 een gouden medaille. Deze medaille werd het Zweedse team in 1949 ontnomen door Fédération Équestre Internationale, omdat zijn teamgenoot Persson slechts voor de duur van de Spelen was gepromoveerd naar de rang van tweede luitenant. Toentertijd moesten deelnemers aan de olympische paardensportwedstrijden ten minste de rang van officier hebben.
Saint Cyr won tijdens 1952 in Helsinki en 1956 in Stockholm zowel individueel als met het team de olympische titel. De olympische paardensportwedstrijden werden in 1956 niet in Melbourne gehouden, maar in Stockholm. 
Tijdens de 1936 in Berlijn nam hij deel aan eventing. Hij behaalde hierbij een 25e plaats.

## Resultaten
- Olympische Zomerspelen 1936 in Berlijn: 25e individueel eventing met Fun
- Olympische Zomerspelen 1948 in Londen: gediskwalificeerd landenwedstrijd dressuur met Djinn
- Olympische Zomerspelen 1948 in Londen: 5e individueel dressuur met Djinn
- Olympische Zomerspelen 1952 in Helsinki:  landenwedstrijd dressuur met Master Rufus
- Olympische Zomerspelen 1952 in Helsinki:  individueel dressuur met Master Rufus
- Olympische Zomerspelen 1956 in Stockholm:  landenwedstrijd dressuur met Juli
- Olympische Zomerspelen 1956 in Stockholm:  individueel dressuur met Juli
- Olympische Zomerspelen 1960 in Rome: 4e individueel dressuur met L'Étoile

1912: Carl Bonde ·
1920: Janne Lundblad ·
1924: Ernst Linder ·
1928: Carl Friedrich von Langen ·
1932: Xavier Lesage ·
1936: Heinz Pollay ·
1948: Hans Moser ·
1952: Henri Saint Cyr ·
1956: Henri Saint Cyr ·
1960: Sergej Filatov ·
1964: Henri Chammartin ·
1968: Ivan Kizimov ·
1972: Liselott Linsenhoff ·
1976: Christine Stückelberger ·
1980: Elisabeth Theurer ·
1984: Reiner Klimke ·
1988: Nicole Uphoff ·
1992: Nicole Uphoff ·
1996: Isabell Werth ·
2000: Anky van Grunsven ·
2004: Anky van Grunsven ·
2008: Anky van Grunsven ·
2012: Charlotte Dujardin ·
2016: Charlotte Dujardin ·
2020: Jessica von Bredow-Werndl ·
2024: Jessica von Bredow-Werndl
1928: von Langen, Linkenbach, Lotzbeck ·
1932: Lesage, Marion, Jousseaume ·
1936: Pollay, Gerhard, Oppeln-Bronikowski ·
1948: Jousseaume, Saint-Fort Paillard, Buret ·
1952: Saint Cyr, Boltenstern, Persson ·
1956: Saint Cyr, Boltenstern, Persson ·
1964: Boldt, Klimke, Neckermann ·
1968: Neckermann, Klimke, Linsenhoff ·
1972: Petoesjkova, Kizimov, Kalita ·
1976: Boldt, Klimke, Grillo ·
1980: Kovsjov, Oegrjoemov, Misevitsj ·
1984: Klimke, Sauer, Krug ·
1988: Klimke, Linsenhoff, Theodorescu, Uphoff ·
1992: Balkenhol, Uphoff, Theodorescu, Werth ·
1996: Balkenhol, Schaudt, Theodorescu, Werth ·
2000: Werth, Capellmann, Salzgeber, Simons-de Ridder ·
2004: Kemmer, Schmidt, Schaudt, Salzgeber ·
2008: Kemmer, Capellmann, Werth ·
2012: Hester, Bechtolsheimer, Dujardin ·
2016: Rothenberger, Schneider, Bröring-Sprehe, Werth ·
2020: von Bredow-Werndl, Schneider, Werth ·
2024: Wandres, von Bredow-Werndl, Werth